# Jacques-Édouard Gatteaux
Pour les articles homonymes, voir Gatteaux.
Jacques-Édouard Gatteaux, né le 4 novembre 1788 à Paris où il est mort le 8 février 1881 dans le 7e arrondissement, est un sculpteur et médailleur et fondeur français.

## Biographie
Jacques-Édouard Gatteaux est le fils du médailleur Nicolas-Marie Gatteaux. Il est l'élève de son père, puis de Jean-Guillaume Moitte à l'École des beaux-arts de Paris.
Il obtint le premier grand prix de Rome en gravure de médaille et pierre fine en 1809. Il est élu membre de l'Académie des beaux-arts à l'Institut de France en 1845, et est promu officier de la Légion d'honneur.
On lui doit de nombreuses médailles, dont celles qui représentent Corneille, La Fontaine, Buffon, Malherbe, Rabelais, La Fayette, le sacre de Charles X et l'avènement de Louis-Philippe. Il est l'auteur des bustes en marbre de Rabelais et de Michel-Ange, ainsi que de la statue d'Anne de Beaujeu de la série Reines de France et Femmes illustres du jardin du Luxembourg à Paris. Il enseigne la gravure sur médaille notamment à Guillaume Bonnet, sculpteur lyonnais.
Collectionneur et grand donateur, il a fait don d'œuvres renommées au musée du Louvre, à l'École des beaux-arts de Paris, à la Bibliothèque Nationale de France, à la Monnaie de Paris et au musée de Montauban. L'incendie de l'hôtel particulier des Gatteaux, en 1871, durant la Semaine sanglante, a entraîné la perte d'une partie importante de ses collections. Près de 600 dessins de sa main, effectués entre environ 1815 et environ 1840, représentant des œuvres, des formes ou des  choses vues, sont rassemblés dans un album dit « musée imaginaire », aujourd'hui au musée du Louvre.
Sa Minerve en bronze de 1843 est conservée à Paris au musée du Louvre.

## Iconographie
Une médaille à l'effigie de Jacques-Edouard Gatteaux a été exécutée par Eugène Oudiné après 1861. Un exemplaire en est conservé à Paris au musée Carnavalet .

## Galerie

Œuvres de Jacques-Édouard Gatteaux
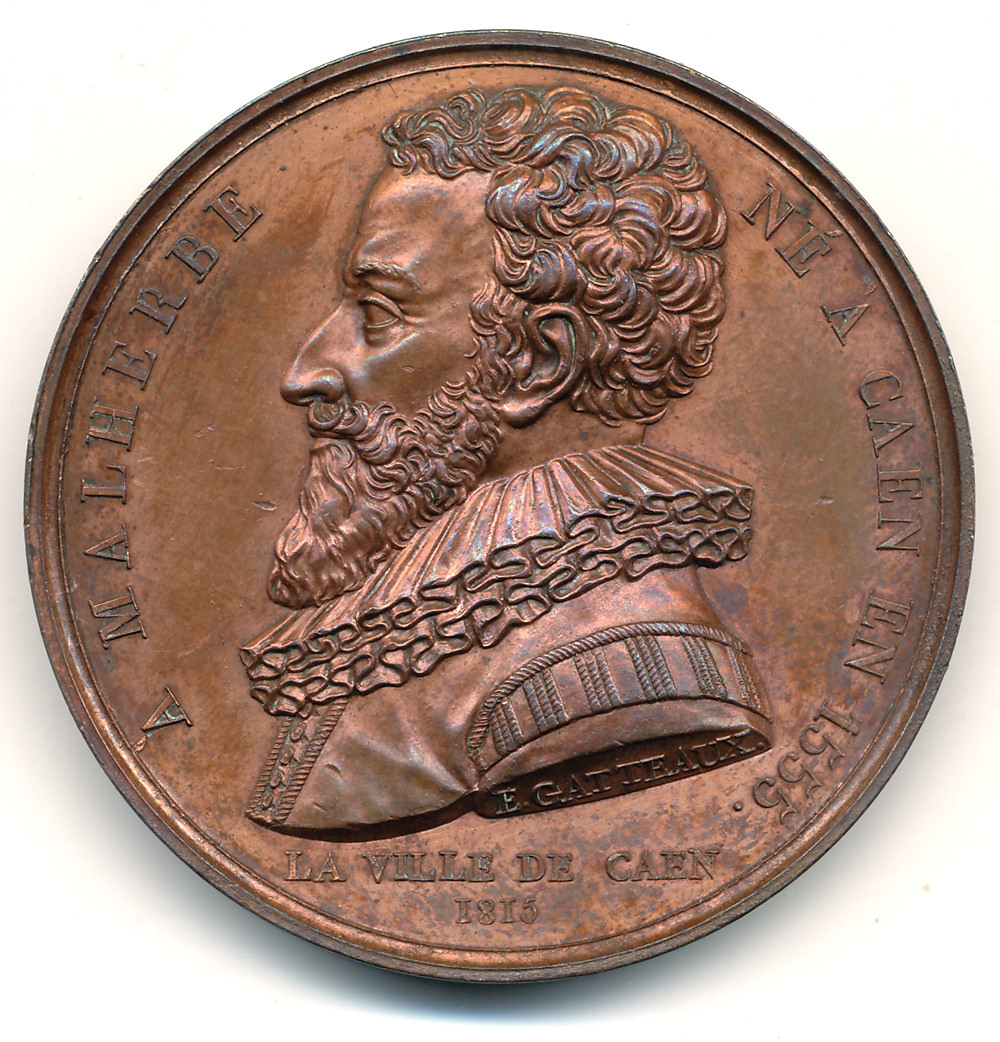
Malherbe (1815), médaille en cuivre pour la ville de Caen, 41 mm.
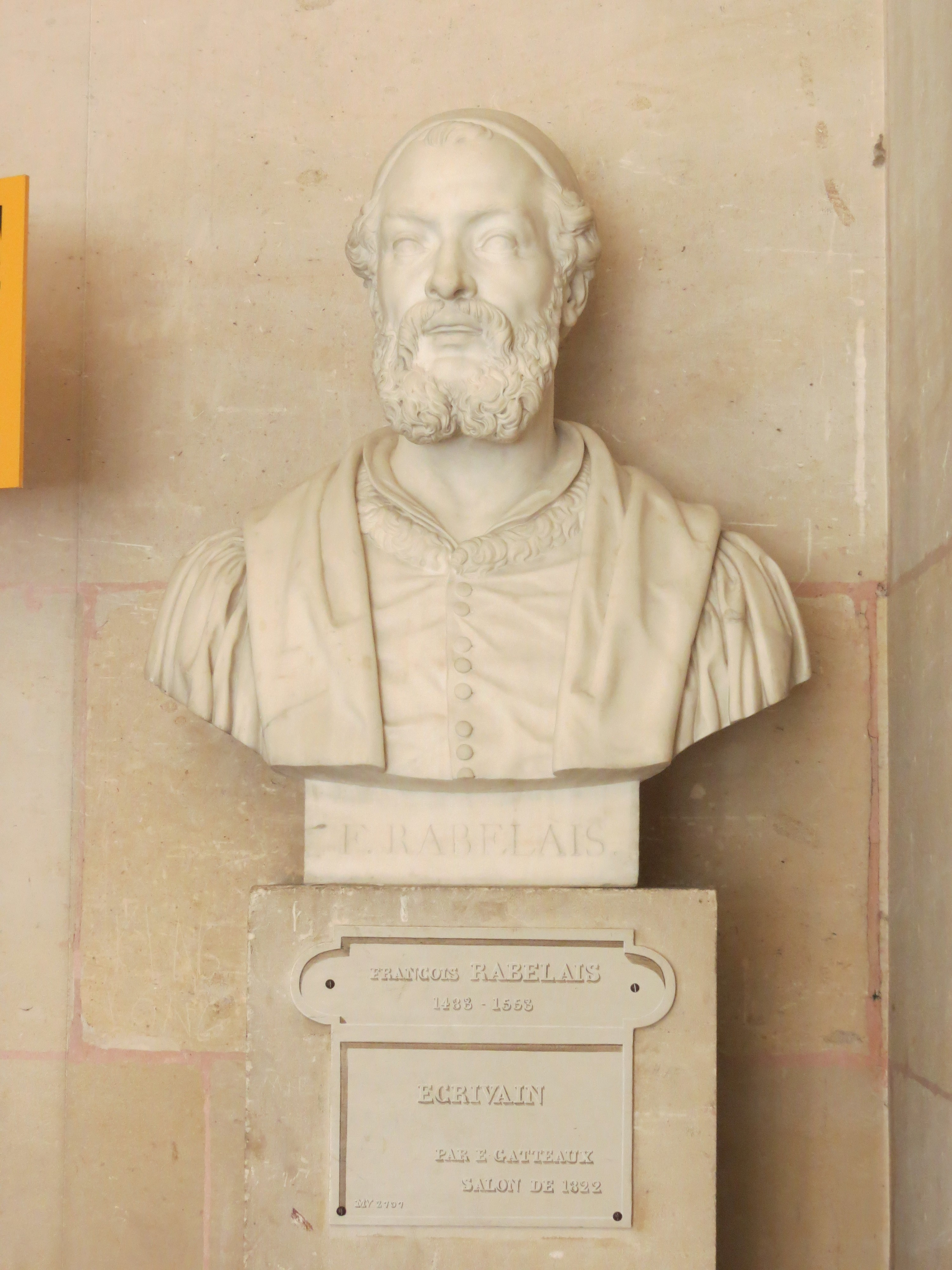
François Rabelais (1822), château de Versailles, galerie de pierre haute, sud.
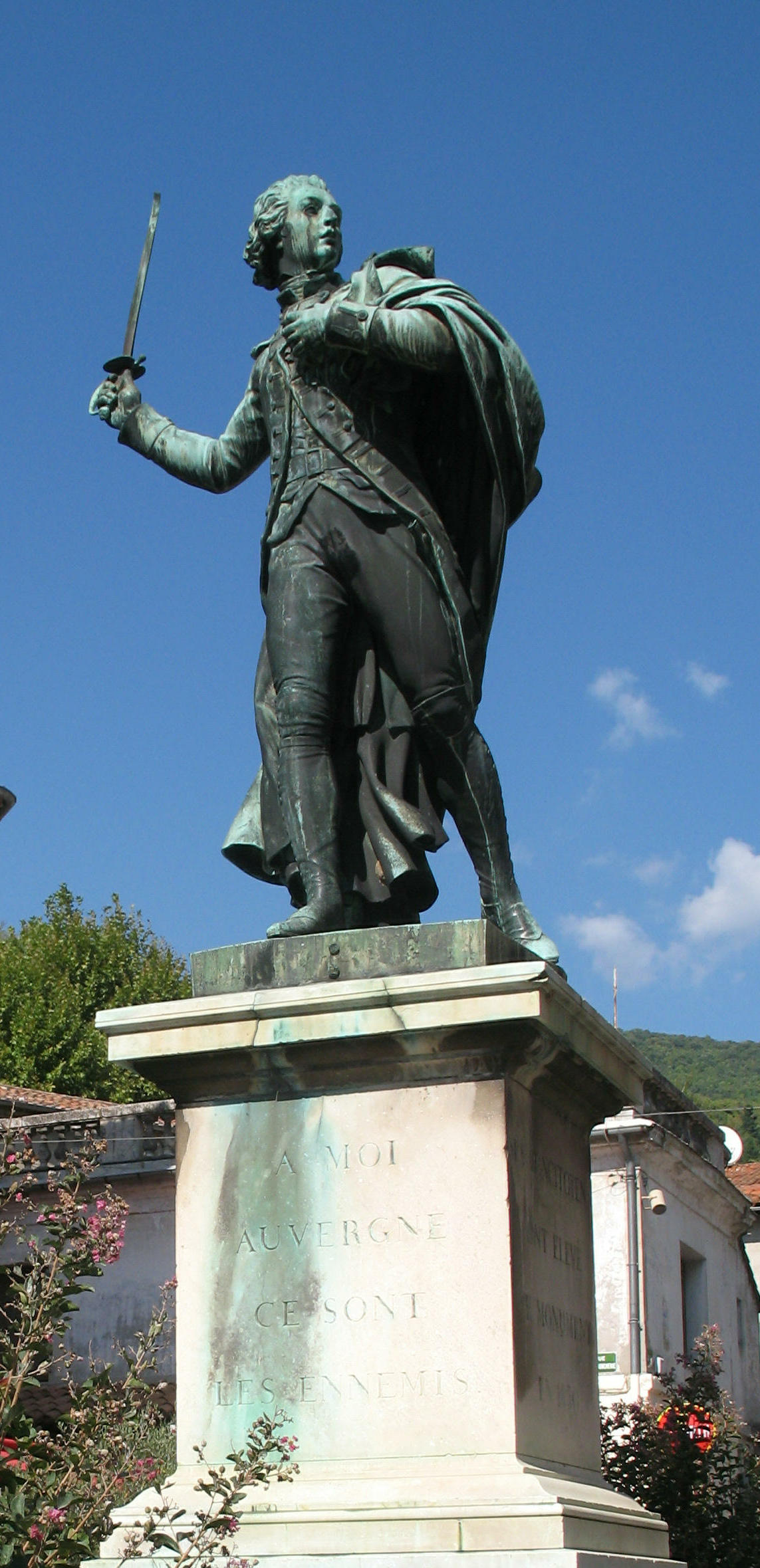
Monument au chevalier d’Assas (1830), Le Vigan.
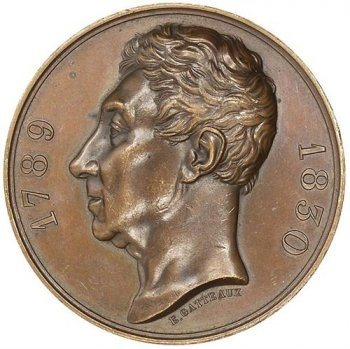
Lafayette (1830), médaille en bronze.
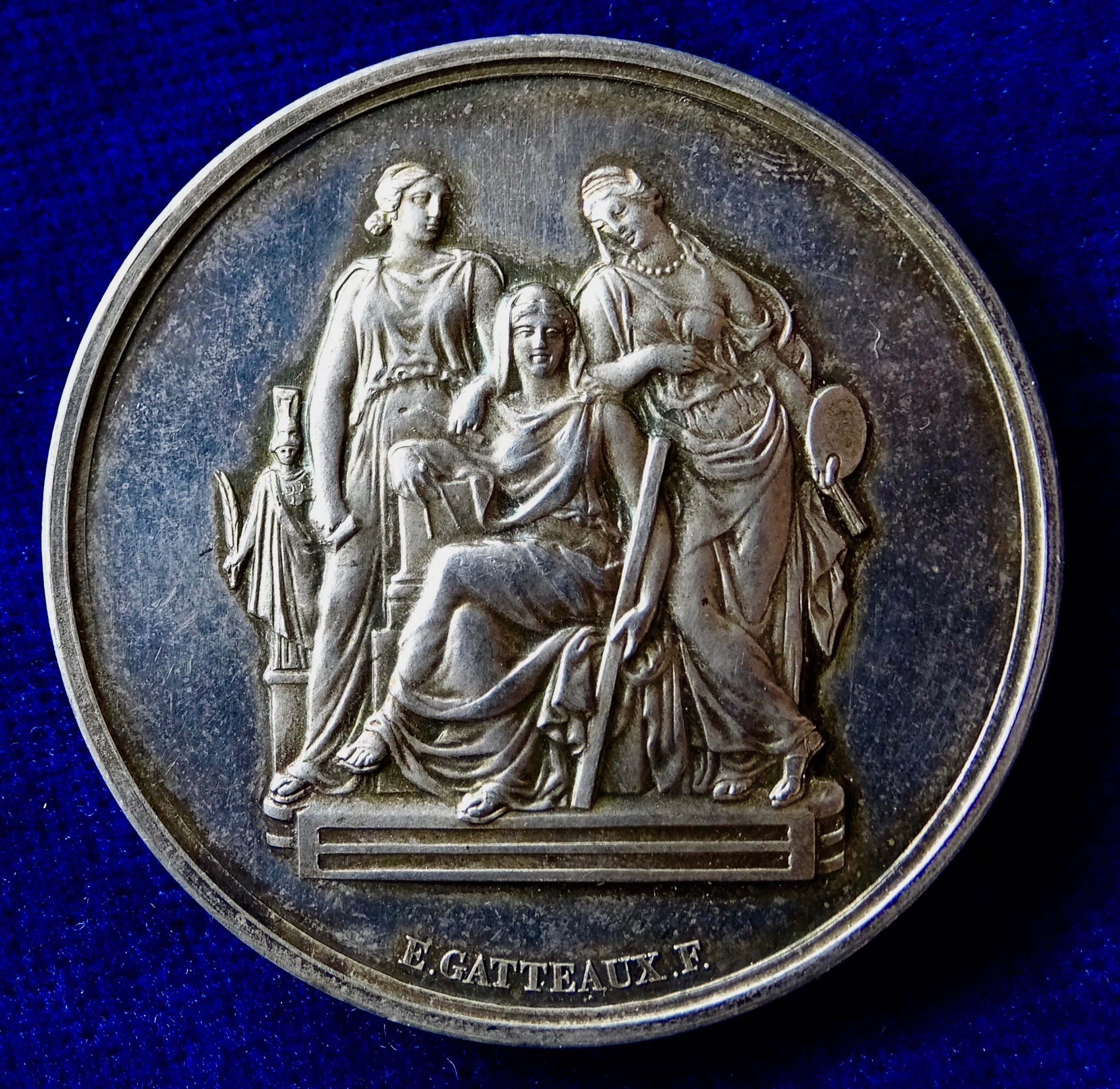
Les Trois Grâces, médaille en argent 1833 prix par l'École nationale des Beaux-Arts, Paris, avers.
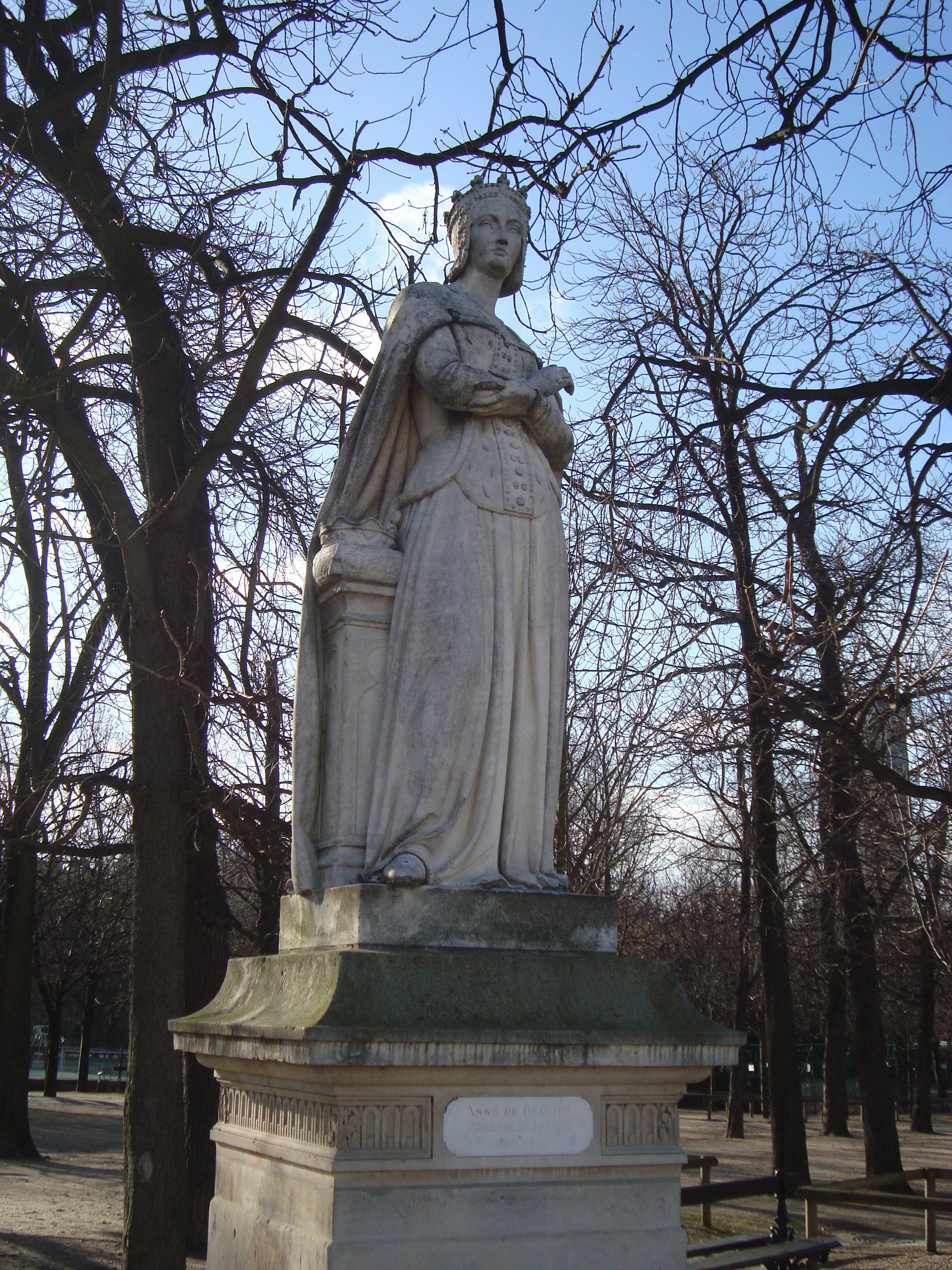
Anne de Beaujeu (1847), Paris, jardin du Luxembourg.